# Mistrzostwa Świata w Piłce Nożnej 2014 (eliminacje strefy CONCACAF)/Grupa G

## Tabela
| Lp. | Drużyna           | M | Mecze | Mecze | Mecze | Bramki | Bramki | Bramki | Pkt |
| Lp. | Drużyna           | M | W     | R     | P     | +      | −      | +/−    | Pkt |
| --- | ----------------- | - | ----- | ----- | ----- | ------ | ------ | ------ | --- |
| 1.  | Stany Zjednoczone | 6 | 4     | 1     | 1     | 11     | 6      | +5     | 13  |
| 2.  | Jamajka           | 6 | 3     | 1     | 2     | 9      | 6      | +3     | 10  |
| 3.  | Gwatemala         | 6 | 3     | 1     | 2     | 9      | 8      | +1     | 10  |
| 4.  | Antigua i Barbuda | 6 | 0     | 1     | 5     | 4      | 13     | −9     | 1   |

## Wyniki
| 8 czerwca 2012 | Stany Zjednoczone · Bocanegra 6' · Dempsey 43' (k) · Gómez 71' | 3:1(2:0) | Antigua i Barbuda · 64' Byers | Raymond James Stadium, Tampa Widzów: 23 971 Sędzia: Hugo Cruz Alvarado |
|                |                                                                |          |                               |                                                                        |

| 8 czerwca 2012 | Jamajka · Phillips 40' · Johnson 46' | 2:1(1:0) | Gwatemala · 90+4' Pezzarossi | Independence Park, Kingston Widzów: 14,000 Sędzia: Roberto Moreno |
|                |                                      |          |                              |                                                                   |

| 12 czerwca 2012 | Gwatemala · Pappa 83' | 1:1(0:1) | Stany Zjednoczone · 40' Dempsey | Estadio Mateo Flores, Gwatemala Widzów: 18,000 Sędzia: Joel Aguilar |
|                 |                       |          |                                 |                                                                     |

| 12 czerwca 2012 | Antigua i Barbuda | 0:0(0:0) | Jamajka | Sir Vivian Richards Stadium, North Sound Widzów: 8,500 Sędzia: Stanley Lancaster |
|                 |                   |          |         |                                                                                  |

| 7 września 2012 | Jamajka · Austin 22' · Shelton 62' | 2:1(1:1) | Stany Zjednoczone · 1' Dempsey | Independence Park, Kingston Widzów: 25,000 Sędzia: Marco Rodríguez |
|                 |                                    |          |                                |                                                                    |

| 7 września 2012 | Gwatemala · Ruiz 58' 79' · Pezzarossi 90+1' | 3:1(0:1) | Antigua i Barbuda · 64' Byers | Estadio Mateo Flores, Gwatemala Widzów: 8,000 Sędzia: Marcos Brea |
|                 |                                             |          |                               |                                                                   |

| 11 września 2012 | Stany Zjednoczone · Gómez 55' | 1:0(0:0) | Jamajka | Columbus Crew Stadium, Columbus Widzów: 23,881 Sędzia: Jose Pineda |
|                  |                               |          |         |                                                                    |

| 11 września 2012 | Antigua i Barbuda | 0:1(0:1) | Gwatemala · 25' Ruiz | Sir Vivian Richards Stadium, North Sound Widzów: 5,000 Sędzia: David Ganta |
|                  |                   |          |                      |                                                                            |

| 12 października 2012 | Antigua i Barbuda · Blackstock 25' | 1:2(1:1) | Stany Zjednoczone · 20' 90' Johnson | Sir Vivian Richards Stadium, North Sound Widzów: 7,000 Sędzia: Neal Brizan |
|                      |                                    |          |                                     |                                                                            |

| 12 października 2012 | Gwatemala · Figueroa 16' · Ruiz 85' | 2:1(1:0) | Jamajka · 61' (k) Shelton | Estadio Mateo Flores, Gwatemala Widzów: 20,717 Sędzia: Roberto García Orozco |
|                      |                                     |          |                           |                                                                              |

| 16 października 2012 | Stany Zjednoczone · Bocanegra 10' · Dempsey 18' 36' | 3:1(3:1) | Gwatemala · 5' Ruiz | Sporting Park, Kansas City Widzów: 16,947 Sędzia: Roberto Moreno |
|                      |                                                     |          |                     |                                                                  |

| 16 października 2012 | Jamajka · Phillips 16' · Nosworthy 18' · Richards 77' 88' | 4:1(2:0) | Antigua i Barbuda · 61' Griffith | Independence Park, Kingston Widzów: 8,000 Sędzia: Wálter Quesada |
|                      |                                                           |          |                                  |                                                                  |